# Lee Calder
Lee Calder (ur. 26 października 1986) – nowozelandzki judoka.
Uczestnik mistrzostw świata w 2007, 2011, 2013 i 2014. Startował w Pucharze Świata w 2009, 2010 i 2012. Drugi na mistrzostwach Wspólnoty Narodów w 2006. Zdobył pięć medali mistrzostw Oceanii w latach 2006 - 2015. Mistrz kraju w 2005, 2008, 2009 i 2012 roku.